# Langues na
Cette page contient des caractères spéciaux ou non latins. S’ils s’affichent mal (▯, ?, etc.), consultez la page d’aide Unicode.
Les langues na (du mandarin 纳西语组, Nàxī yǔ zǔ) ou langues naïsh (de l'anglais Naish languages) sont un groupe de langues sino-tibétaines qui comprennent le naxi, le na (mosuo) et le lazé. Les langues du groupe na constituent, avec le shixing (xumi) et le namuyi (namuzi), le groupe des langues naïques. Elles ont fait l'objet de classifications divergentes: tout d'abord dans la branche Yi (du fait de similarités de surface), puis dans la branche qianguique du sino-tibétain.
Le nom « na » est dérivé de l'endonyme (autonyme) Na utilisé par les locuteurs de plusieurs des langues concernées. Ce morphème apparaît ainsi dans les noms "Naxi" et "Na".

## Équivalences terminologiques entre langues: "langues na" ou "dialectes naxi"?
Dans les travaux réalisés en Chine, l'usage courant consiste à utiliser la classification ethnique officielle, laquelle reconnaît une ethnie naxi, tandis que d'autres groupes tels que les Na et les Lazé sont rattachés à une ethnie plus large (les Na sont, selon leur province de naissance, Sichuan ou Yunnan, considérés comme "Mongoles" ou "Naxi" ; les Lazé sont considérés comme "Mongoles"). Les langues na sont donc généralement désignées en chinois comme "dialectes naxi".

## Classification

### Un sous-groupe des langues yi?
Lama (2012) répertorie les langues suivantes dans son clade naxish (équivalent du na), qu'il place dans la branche yi (loloish) . Voici une représentation de la structure interne proposée pour le groupe : 
- Naxish
  - Namuzi (næ55 mu33 zɿ31)
  - Naxi (nɑ21 ɕi33)
  - Na: Mali Masa, Na (Moso)
  - autres
    - Naru
    - Naheng

Lama (2012) propose les changements sonores suivants au statut d'innovations naïques qui distinguent ce sous-groupe des autres langues issues du proto-loloish (proto-yi).
- *sn > ȵ-
- *pw- > b-, ʁ-

### Un sous-groupe des langues qianguiques?
Le groupe na (correspondant au clade "naxish" de Lama) est classé comme qianguique et non yi (loloish) dans un travail de linguistique historique. 

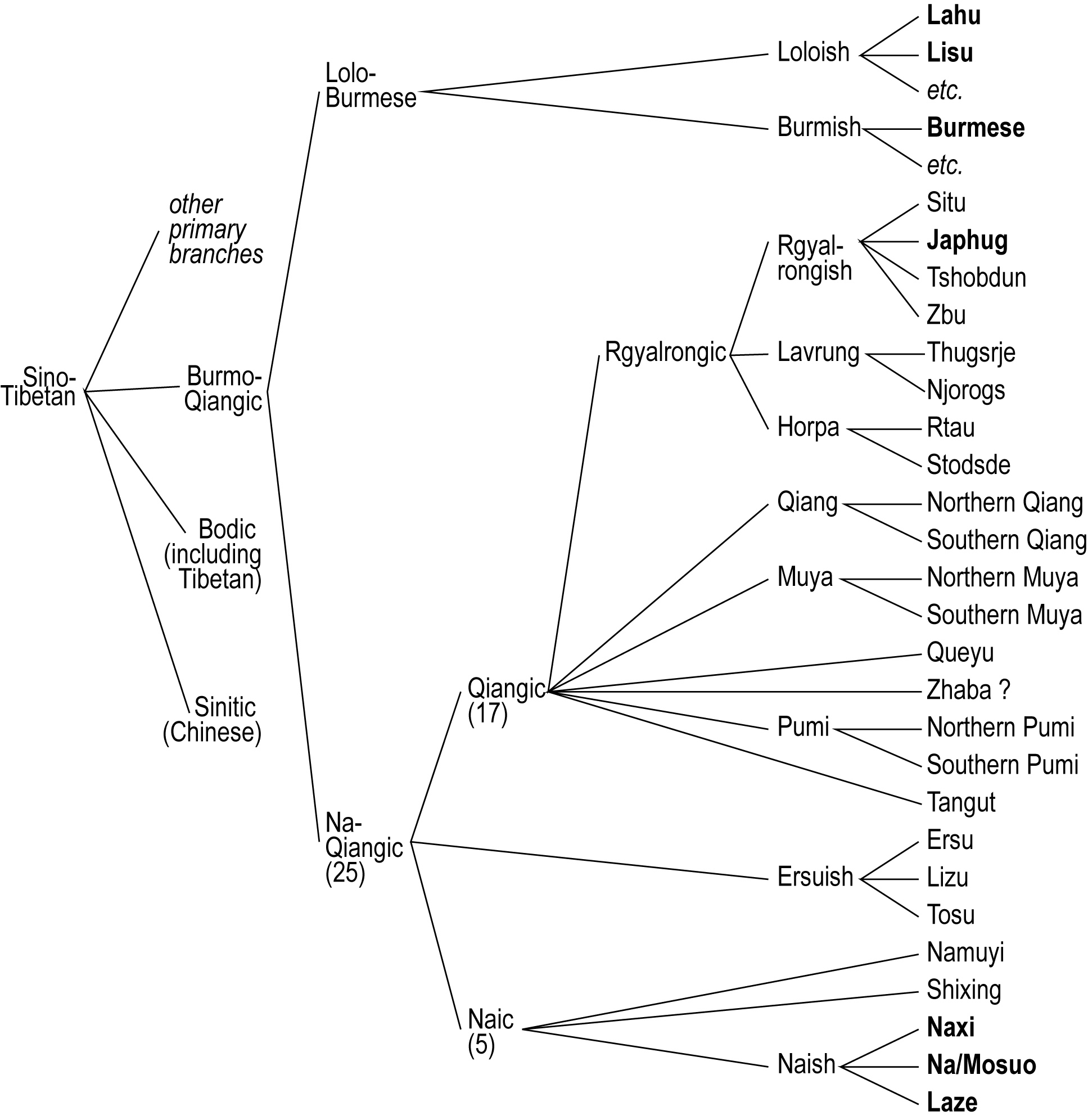
Arbre généalogique sino-tibétain provisoire proposé par Jacques et Michaud (2011)

L'argumentation s'appuie sur la mise au jour de cognats de mots na, naxi et lazé dans des langues qianguiques. Ceux-ci ne sont pas directement détectables en raison du degré élevé d'érosion phonologique qu'on connu les langues naïques. Ils ressortent en revanche clairement d'un examen systématique des correspondances lexicales. Les progrès réalisés dans la reconstruction des langues rGyalrongiques et d’autres langues de la branche qianguique offrent une meilleure base pour la reconstruction. Par exemple, il ressort que le proto-na (en anglais: Proto-Naish) *-o corresponde à la fois à deux phonèmes du proto-rgyalrong, *-o et *-aŋ, ce qui suggère qu'a eu lieu un processus de fusion entre une syllabe fermée et une syllabe ouverte.
1. ↑  Alexis Michaud, Tone in Yongning Na: Lexical tones and morphotonology, Language Science Press, coll. « Studies in Diversity Linguisitics », 2017 (ISBN 978-3-946234-87-6 et 978-3-946234-86-9), p. 496-500
2. ↑  (zh) Lǐ, Zǐhè 李子鹤, Yuánshǐ Nàxīyǔ hé Nàxīyǔ Lìshǐ Dìwèi Yánjiū 原始纳西语和纳西语历史地位研究 (Proto-Naish and the genetic position of Naish languages), Higher Education Press 高等教育出版社,‎ 2021
3. ↑  Lama, Ziwo Qiu-Fuyuan. 2012. Subgrouping of Nisoic (Yi) languages: a study from the perspectives of shared innovation and phylogenetic estimation. University of Texas at Arlington Ph.D. http://hdl.handle.net/10106/11161.
4. ↑  (en) Guillaume Jacques et Alexis Michaud, « Approaching the historical phonology of three highly eroded Sino-Tibetan languages: Naxi, Na and Laze », Diachronica, vol. 28, no 4,‎ 14 décembre 2011, p. 468–498 (ISSN 0176-4225 et 1569-9714, DOI 10.1075/dia.28.4.02jac, lire en ligne, consulté le 31 décembre 2024)